# Drvljance
Drvljance, Drvljanci, Dravljance (mađ. Révfalu) je selo na krajnjem jugu Republike Mađarske.

## Zemljopisni položaj
Nalaze se na 45° 49' sjeverne zemljopisne širine i 17° 47' istočne zemljopisne dužine, 1 km sjeveroistočno od Drave i granice s Hrvatskom. Najbliže naselje u RH je Sopje, 2,5 km jugozapadno. Križevce se nalaze u neposrednom susjedstvu odnosno, Dravljance se odmah nastavljaju na Križevce u pravcu sjeveroistoka.

## Upravna organizacija
Upravno pripada Šeljinskoj mikroregiji u Baranjskoj županiji. Poštanski broj je 7967. 
Drvljance su upravnom reorganizacijom 1978. pripojene susjednom selu Križevcima.

## Stanovništvo
Drvljance imaju 16 stanovnika (2001.). Hrvati su značajna zajednica.

## Vanjske poveznice
- Drvljance na fallingrain.com
- Drvljance  Arhivirana inačica izvorne stranice od 16. veljače 2014. (Wayback Machine) na revfalu.uw.hu